# Jestem zabójcą
Jestem zabójcą. Komedia w jednym akcie – jednoaktowa komedia Aleksandra Fredry.

## Opis
Dokładna data powstania sztuki nie jest znana. Stanisław Pigoń czas powstania pierwszej wersji umieszcza pod koniec 1864 lub na początku 1865. Wersja ta pisana była wierszem, autor nie był jednak zadowolony z efektu. Dlatego też kolejne wersje przetworzył na prozę (początkowo na prozę rytmizowaną) i ostatecznie sztuka została opublikowana w wersji prozatorskiej. Trudno jednak ustalić, kiedy ta przeróbka została dokonana. Istniały dwa rękopisy wersji wierszowanej oraz trzy wersji prozatorskiej. Współcześnie zachowały się tylko fragmenty rękopisu jednej wersji wierszowanej oraz całość rękopisu prozą rytmizowaną.
Po śmierci autora komitet zajmujący się jego spuścizną uznał sztukę za średniej jakości i przeznaczył do grania w 1877. Prapremiera odbyła się w Krakowie 20 listopada 1877, we Lwowie wystawiono ją 9 stycznia 1878, zaś w Warszawie 19 marca 1878. Drukiem sztuka ukazała się po raz pierwszy w 1880 w tomie VIII pośmiertnego wydania dzieł Fredry (s. 189–246). Od połowy XX w. sztuka miała przynajmniej osiem inscenizacji, w tym w Teatrze Telewizji (1987, reż. Bogdan Baer) oraz dwukrotnie w Teatrze Polskiego Radia – w 1952 (reż. Zbigniew Kopalko) i 2003 (reż. Waldemar Modestowicz).

## Treść
Kokoszkiewicz, starzejący się opiekun Klary, nie zezwala na jej ślub z młodym Marskim, ponieważ sam pragnie ożenić się z Klarą. Jednak dzięki spiskowi domowników, m.in. sprytnej służącej Zuzi, uważa, że przypadkiem zastrzelił Marskiego i ostatecznie udaje się podstępem zdobyć jego zezwolenie na ślub Marskiego Klarą.

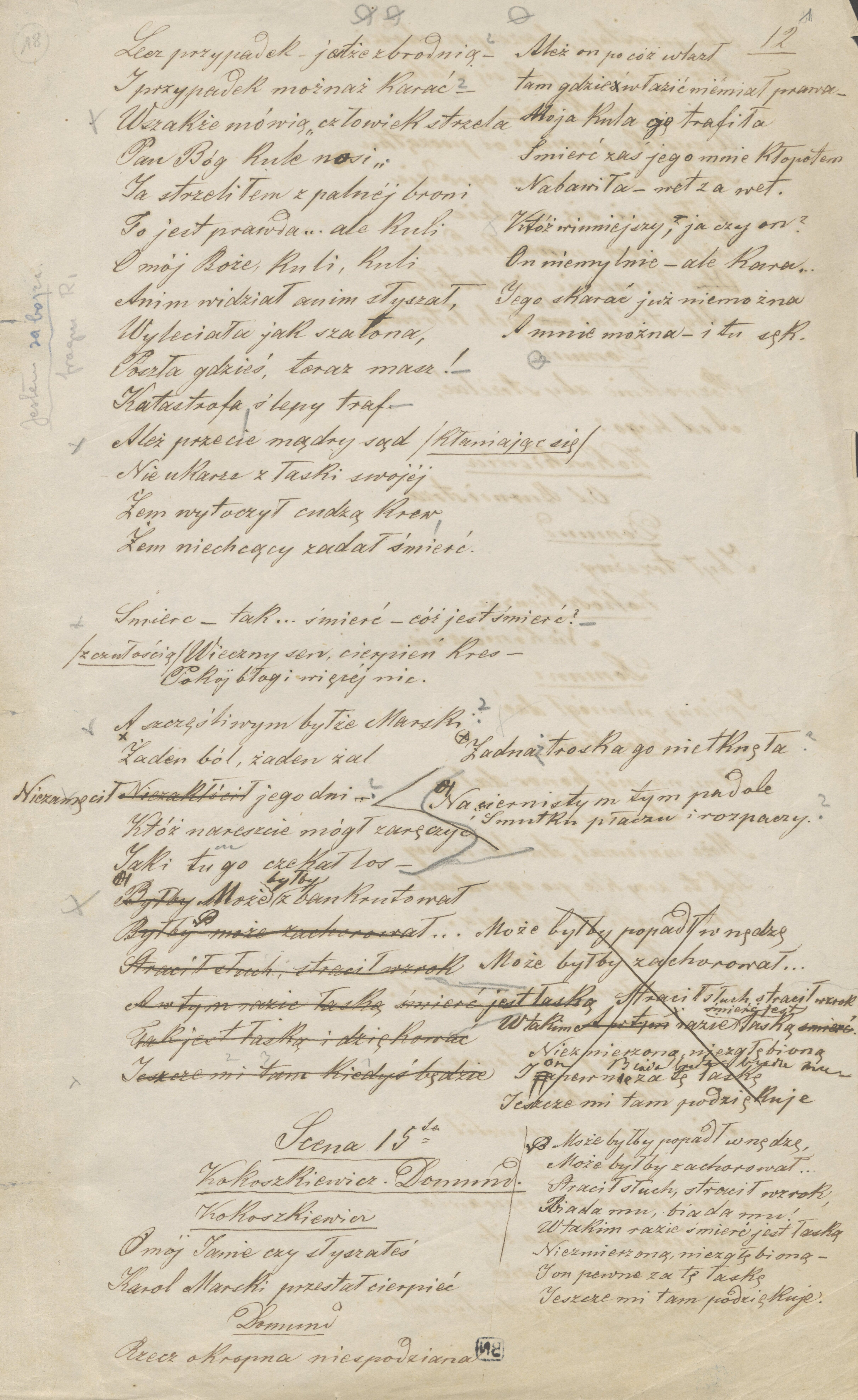
Rękopis wersji prozą rytmizowaną
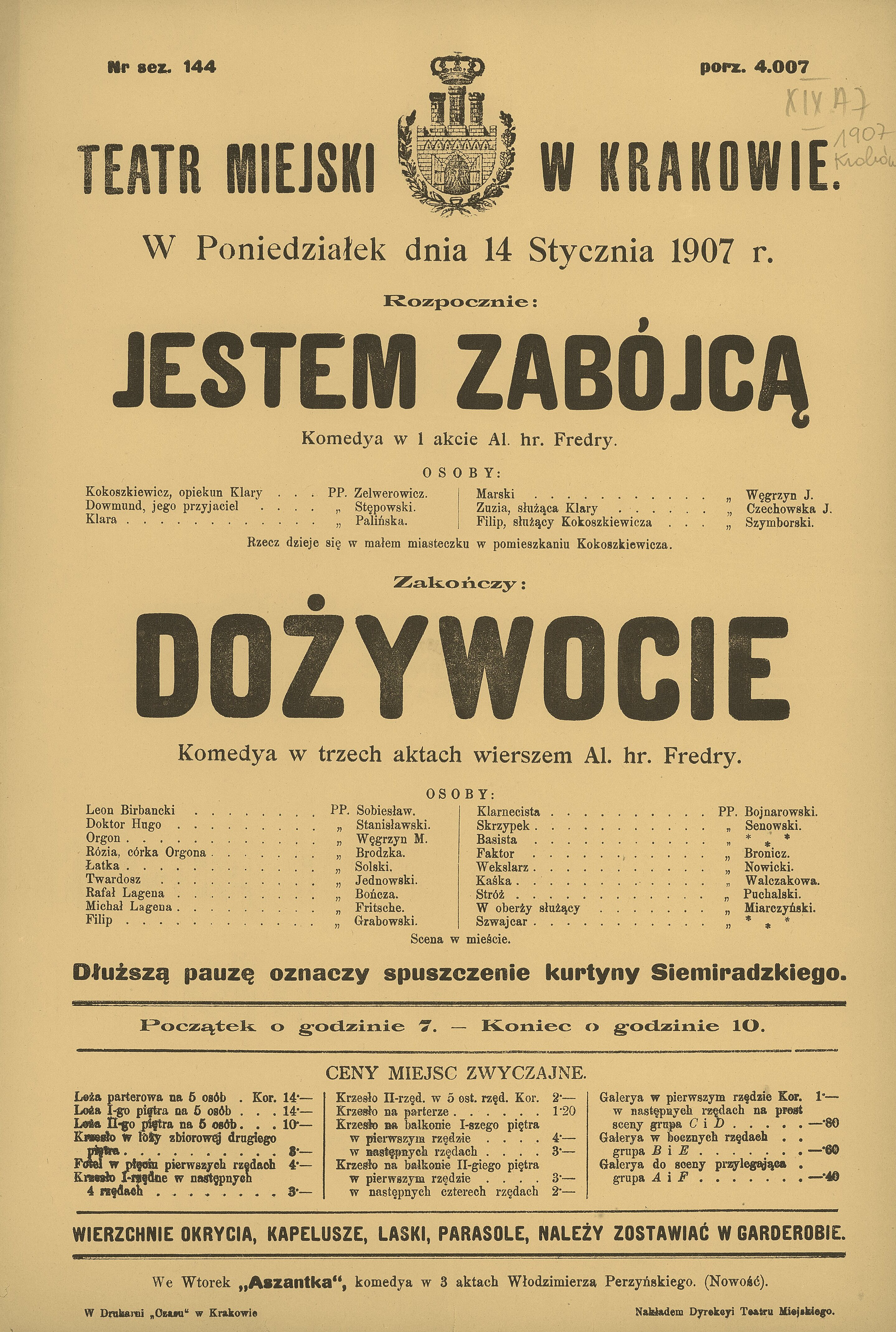
Afisz, Teatr Miejski w Krakowie, 1907